# Allerstedt (Adelsgeschlecht)
Allerstedt ist ein im 14. Jahrhundert erloschenes Reichsministerialengeschlecht aus dem gleichnamigen Ort Allerstedt in Sachsen-Anhalt.

## Geschichte
Erstmals wurde die Familie mit Konrad und Hartnidus de Alrestete 1157 erwähnt. Später erscheinen 1180 Hartridus de Alirstede und 1216 Ludolfus de Alirstede, 1236 Ludolfus de Alrestete, 1269 Heinricus und 1370 Ludolfus von Allerstedt zu Allerstedt. Ihr Stammsitz war die gleichnamige Burg, die zwischen Wiehe und Wohlmirstedt liegt. Weiterhin waren sie auf Berlstedt und Neumark (1289–1326) gesessen. Später wurden Vertreter der Familie zu Reichsrittern erhoben. In der zweiten Hälfte des 14. Jahrhunderts ist das Geschlecht erloschen.
Nach George Adalbert von Mülverstedt sind sie mit den Rittern „von Berlstedt“, die vom 13. bis 16. Jahrhundert erwähnt wurden, stammes- und wappenverwandt.

## Persönlichkeiten
- Heinrich von Allerstedt (genannt 1214 bis 1251), Domherr in Naumburg (Saale)

## Wappen
Der Schild ist schräg geviert, die Tingierung unbekannt. Auf dem Helm ein Pfauenspiegel.